# Station Wróblik Szlachecki
Station Wróblik Szlachecki is een spoorwegstation in de Poolse plaats Wróblik Szlachecki.